# Mark White (Politiker, 1940)

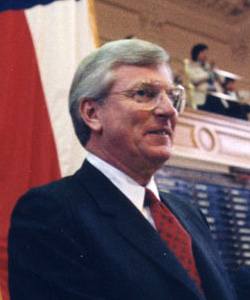
Mark White (1987)

Mark Wells White (* 17. März 1940 in Henderson, Texas; † 5. August 2017 in Houston, Texas) war ein US-amerikanischer Politiker. Er war von 1983 bis 1987 Gouverneur des Bundesstaates Texas.

## Frühe Jahre und politischer Aufstieg
Mark Whites Eltern zogen schon früh nach Houston. Dort besuchte er die öffentlichen Schulen und dann bis 1958 die Lamar High School. Anschließend studierte er an der Baylor University unter anderem Jura. Im Jahr 1965 wurde er als Rechtsanwalt zugelassen. Danach arbeitete er zunächst als stellvertretender Attorney General von Texas und dann vier Jahre lang als Rechtsanwalt in einer Kanzlei in Houston. Außerdem wurde er Mitglied der Nationalgarde von Texas.
White wurde Mitglied der Demokratischen Partei. 1973 wurde er zum Secretary of State von Texas ernannt. 1977 wurde er Präsident der nationalen Vereinigung der geschäftsführenden Beamten aller Bundesstaaten (National Association of Secretaries). Von 1979 bis 1983 war er Attorney General von Texas. Auch in dieser Funktion war er Mitglied einiger Vereinigungen seiner Berufskollegen in den anderen US-Bundesstaaten und gehörte zu den Beratern des Gouverneurs auf dem Gebiet der Bekämpfung des organisierten Verbrechens. Im Jahr 1982 wurde er zum neuen Gouverneur seines Staates gewählt.

## Gouverneur von Texas
Mark White trat sein neues Amt am 18. Januar 1983 an. Als Gouverneur unterstützte er eine Reform des Bildungswesens und Maßnahmen zur Förderung der Wirtschaftsentwicklung. Auf dem Bildungssektor wurden unter anderem die Lehrergehälter erhöht und Lehrpläne verbessert. Das brachte Texas in der Bundesstatistik um einige Plätze nach vorn. Auf dem Wirtschaftssektor setzte er die Politik seines republikanischen Vorgängers Bill Clements fort, indem er versuchte, auswärtige Firmen nach Texas zu holen. Bei den Gouverneurswahlen des Jahres 1986 unterlag er Bill Clements, der damit auch sein Nachfolger wurde.

## Weiterer Lebenslauf
Nach seiner Gouverneurszeit arbeitete Mark White wieder als Anwalt. Im Jahr 1990 bewarb er sich erfolglos um eine erneute Nominierung seiner Partei für das Amt des Gouverneurs. Er wurde Vorsitzender einer Stiftung, die die öffentlichen Schulen in Houston unterstützt (Houston Independent School District Foundation). Zudem wurde er Präsident der GeoVox Security, Inc. Mark White war mit Linda Gale Thompson verheiratet, mit der er drei Kinder hatte. Sein Sohn Andrew tritt 2018 in der Vorwahl der Demokraten für den Posten des Gouverneurs an.
Er erlag im August 2017 in seinem Haus in Houston einem Herzinfarkt.

## Sonstiges
In der neunten Staffel der Serie Dallas trat White als Gouverneur von Texas 1985 auf.